# Jean-Thomas Thibault
Jean Thomas Thibault (Montier-en-Der, 20 novembre 1757 – Parigi, 27 giugno 1826) è stato un architetto e pittore francese.

## Studi
Jean-Thomas Thibault frequentò la Scuola di Belle Arti di Parigi nello studio di Étienne-Louis Boullée tra il 1780 e il 1786 e di Pierre-Adrien Paris.

## Attività
Tra il 1786 e il 1790 soggiornò a Roma, dove strinse amicizia con Charles Percier e Pierre-François-Léonard Fontaine, dedicandosi secondo quest'ultimo "alternativamente, e sempre con successo, a pittura e architettura".
È associato a Jean-Nicolas-Louis Durand, con il quale presentò quindici progetti nel concorso del secondo anno. 
Ha partecipato a diverse mostre nel 1795 e nel 1796.
Durante l'Impero, fu responsabile del restauro del palazzo de L'Aia e del municipio di Amsterdam.
Nel 1804, Luigi Bonaparte acquistò il Castello di Saint-Leu e un appartamento parigino in via Cerutti, e incaricò Thbault e Durand dei lavori di sistemzaione degli edifici.
Nel 1805, ebbe l'incarico in collaborazione con Barthélemy Vignon (1762-1846) di ristrutturare il padiglione della Piccola Malmaison adiacente al Castello di Malmaison per l'imperatrice Giuseppina.
È l'architetto del Palais de Neuilly e dell'Eliseo per Carolina e Gioacchino Murat, che nel 1806 acquistato il Palazzo dell'Eliseo gli affidò, con Jean-Nicolas-Louis Durand e Barthélemy Vignon, le trasformazioni del palazzo che nel 1808 sarà acquisito da Napoleone I insieme a tutti i beni francesi di Murat. 
Il 14 aprile 1819 Thibault fu nominato professore di prospettiva presso la Scuola di Belle Arti di Parigi in sostituzione di Pierre-Henri de Valenciennes.
Nel 1818 fu eletto membro della Académie des Beaux-Arts, cattedra di architettura, dopo la morte di Leon Dufourny.

## Morte

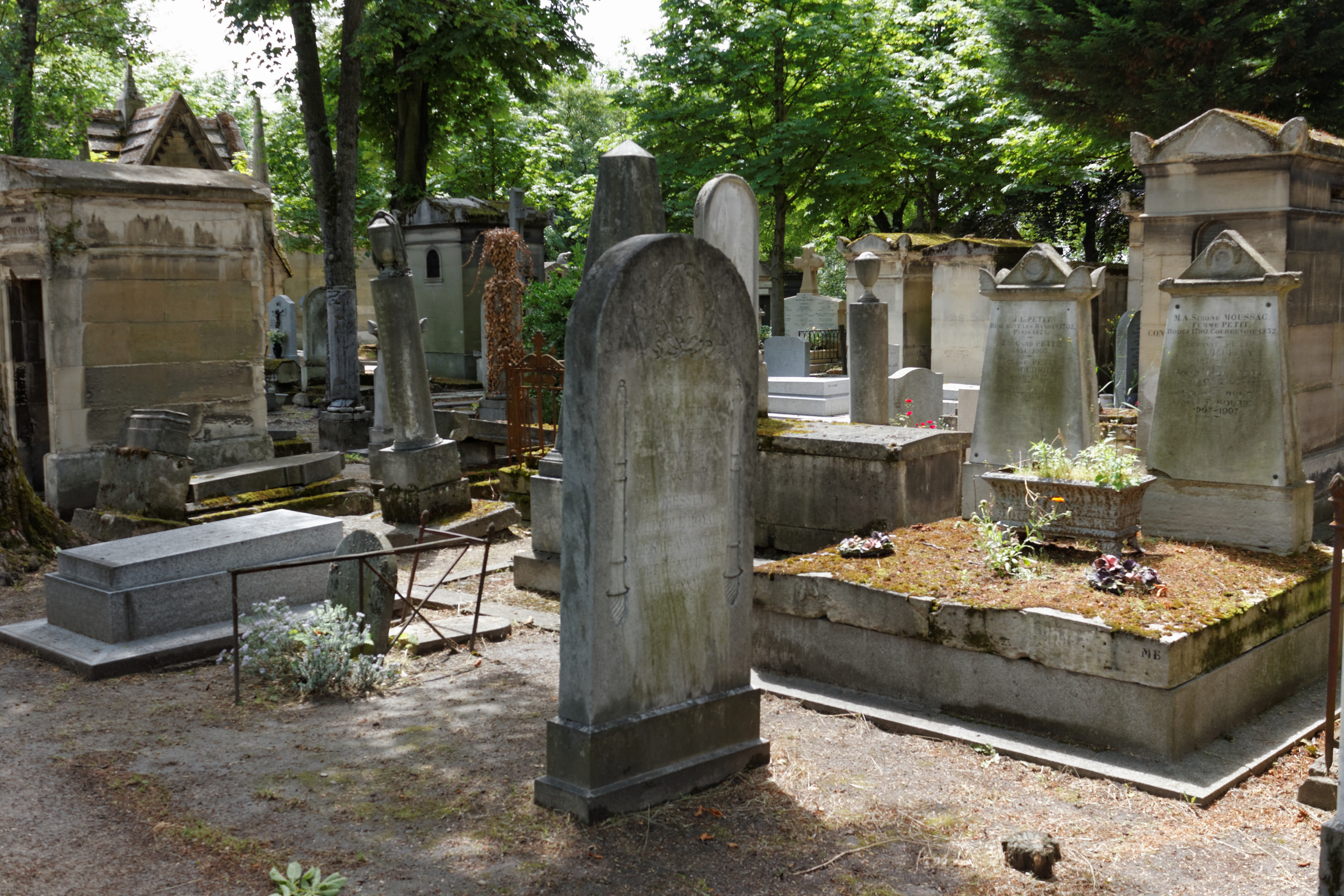
Grave of Jean Thomas Thibault - Père-Lachaise - Division 43

Jean-Thomas Thibault morì a Parigi il 27 giugno 1826 all'età di 68 anni. È sepolto a Parigi, al cimitero di Père-Lachaise.
Il suo allievo Jean-Pierre Thénot gli subentrò nella cattedra di prospettiva.

## Pubblicazioni
Applicazione della prospettiva lineare alle arti del disegno, lavoro postumo aggiornato da Chapuis, suo allievo, a Mesdames Thibault (Biblioteca Renouard), 1827